# Janne Müller-Wieland

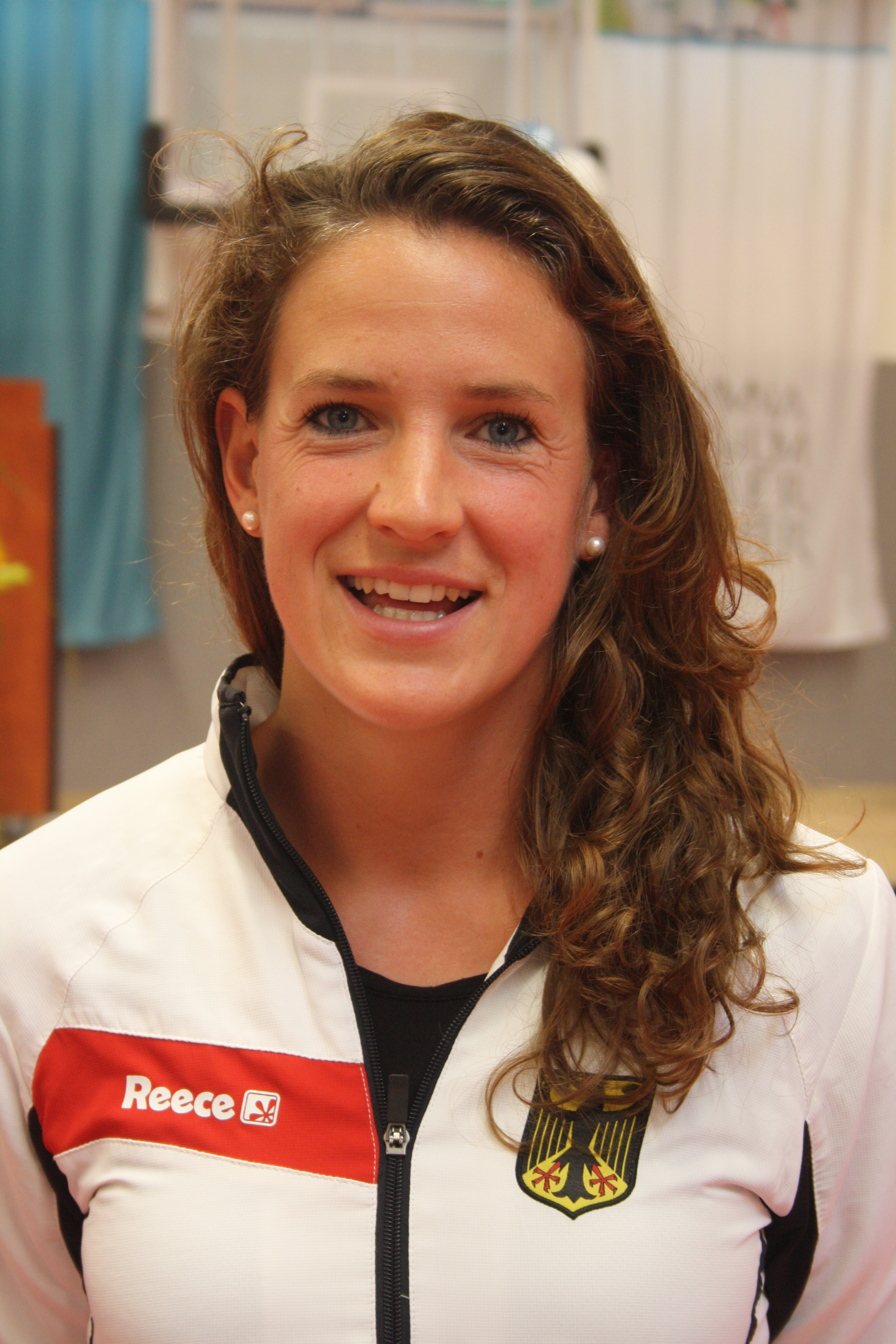
Janne Müller-Wieland

Janne Müller-Wieland (* 28. Oktober 1986 in Hamburg) ist eine deutsche Hockeyspielerin. Sie spielte zwischen 2007 und 2023 in 329 Länderspielen und war mehrere Jahre bis 2021 Spielführerin der deutschen Nationalmannschaft. Ihre größten Erfolge waren Europameisterin 2013, die Bronzemedaille bei den Olympischen Spielen 2016 und Weltmeisterin mit der Hallennationalmannschaft 2018 und Halleneuropameisterin 2022. Sie ist auch als Unternehmensberaterin tätig.

## Karriere
Janne Müller-Wieland begann 1992 beim Uhlenhorster HC mit dem Hockeyspiel. Während sie in Düsseldorf studierte, spielte sie jeweils die Hallensaison für Schwarz-Weiß Neuss, pendelte aber fürs Feld nach Hamburg zum UHC. Nach den Olympischen Spielen 2008 in Peking setzte sie ihr BWL-Studium in Hamburg fort bis zum Bachelorexamen 2010 und kehrte komplett zu ihrem Heimatverein UHC zurück. Im Olympiajahr 2016 schloss sie ihren Master of Business and Administration an der HSBA in Hamburg ab. Mit dem Uhlenhorster HC wurde die Verteidigerin Dritte bei der Deutschen Meisterschaft 2007/2008. 2008/2009 wurde sie als Mannschaftskapitänin des UHC Deutscher Meister mit 1:0 im Endspiel gegen den Club an der Alster. In der Saison 2009/2010 erreichten die UHC-Damen die Endspiele in Halle, Feld und im erstmals ausgetragenen ECCC (European Club Champions Cup) und wurden jeweils Vizemeister. Bei der dritten Finalteilnahme am Ende der Saison 2010/2011 in drei Jahren wurde der UHC mit Janne als Kapitänin zum zweiten Mal in drei Jahren deutscher Meister durch ein 4:1 im Endspiel gegen Rotweiß Köln. In der Saison 2011/2012 erreichte sie mit dem UHC zum zweiten Mal die Final Four der ECCC und wurde dort Dritte. Als Ligasieger wieder für die ECCC 2013 qualifiziert, schloss der Verein die Saison als Vizemeister ab. Im Sommer 2014 spielt sie einige Monate in Japan für Coca Cola Hiroshima und gewann mit ihrem Team dort drei unterschiedliche japanische Meistertitel. Nach zwei weiteren Vizemeistertiteln 2013 und 2014 gelang im Jahr 2015 bei den Final Four in Hamburg der erneute Gewinn des Meistertitels durch 4:1 gegen den Münchner SC; der DM-Titel wurde auch 2016 in Mannheim durch einen Sieg im Penaltyschießen gegen Rotweiß Köln nach 2:2 in der regulären Spielzeit gewonnen. Im Jahr 2015 gewann sie mit den Damen des Uhlenhorster HC den Halleneuropacup in Šiauliai nach 8:0 im Endspiel gegen Campo de Madrid. Im Jahr 2016 belegte sie mit dem Uhlenhorster HC den 3. Platz beim Europacup EHCCC. 2017 holte sie zunächst den deutschen Meistertitel in der Halle im Penaltyschießen gegen HTHC und holte im Sommer im Feld das Double als Deutscher Meister mit 2:0 gegen den Mannheimer HC, ihr 5. Feldtitel seit 2009. Nach dem Halleneuropacupsieg 2018 wurde sie Vizemeister mit dem UHC (1:3 gegen Alster) und auch EHCC Vizemeister in Surbiton nach einer erneuten Niederlage gegen Rekord-Europacupsieger Den Bosch. 2019 erreichte sie mit dem UHC wieder das Final Four, verlor dort aber das Halbfinale 0:5 gegen Alster. Als Ligameister mit neuer Rekordpunktzahl wurde aber die Qualifikation für die 2020 erstmals stattfindende EHL der Damen geschafft.
Seit 2002 durchlief Janne Müller-Wieland die Jugendnationalmannschaften des Deutschen Hockey-Bundes. 2002 wurde sie in Rotterdam Europameisterin mit der U16-Nationalmannschaft, 2003 wurde sie in Dublin mit der U18-Auswahl Vizeeuropameisterin. 2005 wurde sie in Chile Vizeweltmeisterin mit der U21-Mannschaft, die 2006 auf Sizilien dann die Europameisterschaft gewann. Nach diesen Erfolgen debütierte Janne Müller-Wieland Silvester 2006 in der deutschen Hockeynationalmannschaft. 2008 belegte sie mit der deutschen Mannschaft den zweiten Platz bei der FIH Champions Trophy in Mönchengladbach. Bei den Olympischen Spielen in Peking war sie die jüngste deutsche Spielerin und wurde mit der Mannschaft Vierte. 2009 folgte die Vizeeuropameisterschaft in Amsterdam. Bei der Weltmeisterschaft in Rosario/Argentinien 2010 wurde wieder der vierte Platz erreicht. Die Vizeeuropameisterschaft 2011 in den Niederlanden bedeutete die Qualifikation für Olympia 2012 in London. Am 14. Juni 2012 wurde Janne Müller-Wieland für den 16er-Kader für London 2012 nominiert und erreichte dort den 7. Platz. 2013 errang sie mit der deutschen Mannschaft in der World Hockey League Round 3 in Rotterdam den Sieg mit 4:5 nach Penaltyschießen gegen NL. Sie qualifizierten sich für die WM 2014. Im August 2013 holte sie mit dem deutschen Team den Europameistertitel mit 6:4 im Penaltyschießen gegen England.
Die Hallensaison 2013/14 sowie die WM 2014 verpasste sie wegen einer Verletzung; mit dem UHC wurde sie im Sommer deutscher Vizemeister nach verlorenem Penaltyschießen gegen Rotweiß Köln. Danach spielte sie bis zum Jahresende in Japan für Coca Cola Hiroshima und wurde japanischer Meister.
2016 wurde sie für ihre 3. Olympischen Spiele in Rio nominiert und gewann dort als Kapitänin mit dem deutschen Team die Bronzemedaille mit 2:1 gegen Neuseeland. Für diesen sportlichen Erfolg erhielten sie und die Hockeynationalmannschaft am 1. November 2016 das Silberne Lorbeerblatt. 2017 belegte sie mit den deutschen Damen bei der Europameisterschaft den 4. Platz. Im Februar 2018 wurde sie in Berlin als Kapitänin mit der Hallennationalmannschaft Weltmeister mit 2:1 im Finale gegen Holland. Im August 2018 erreichte sie mit dem A-Kader den 5. Platz. Seit Februar 2019 spielte sie als Kapitänin die neugeschaffene Hockey Pro League mit insgesamt 16 Länderspielen innerhalb von 6 Monaten. Am 16. Juni 2019 absolvierte sie gegen Australien ihr 300. A-Länderspiel, in denen sie 14 Tore erzielte.
2021 wurde sie wegen Trainingsdefiziten nicht mehr im Nationalkader für die Olympiade in Tokio aufgestellt, da sie coronabedingt nicht alle geplanten Lehrgänge absolvieren konnte und wegen eines privat bedingten Umzugs nach London nicht durchgehend in der Bundesliga zur Verfügung stand.
Vom neuen Bundestrainer Valentin Altenburg wurde sie für die Halleneuropameisterschaften 2022 in Hamburg nominiert und gewann mit den Danas den Titel.
Im März 2023 wurde sie vom Deutschen Sportklub Düsseldorf für die Hockey Damen engagiert, die in der Zweiten Hockeyliga spielen, aber einen Aufstieg anstreben und ihr Team entsprechend verstärken. Müller-Wieland wird zu den Spielen aus London anreisen. Sie trainiert in Großbritannien bei der Herrenhockey-Mannschaft in Oxford, die in der dortigen Zweiten Liga spielt.
Bei den Europameisterschaften 2023 in Mönchengladbach war sie Co-Kommentatorin für die ZDF livestreams der deutschen Herrenspiele und war Expertin sowie Co-Kommentatorin der Feldhockey Spiele, der Damen und Herren bei den Olympischen Sommerspielen 2024 in Paris. Seit 2018 ist sie Mitglied im Athletes Committee der International Hockey Federation (FIH), seit 2019 auch Mitglied im European Athletes Committee der European Hockey Federation (EHF, Eurohockey).
Im Rahmen der Europameisterschaften 2023 wurde sie in die „Hall of Fame“ der EHF aufgenommen.

## Sonstiges
Müller-Wieland ist Gründerin des Beratungsunternehmens Unthink mit Sitz in London, das Firmen zu Managementthemen und Führungskräfteentwicklung berät. Sie lebt mit ihrer Ehepartnerin und Sohn in London. Sie ist im Stiftungsrat der Alexander Otto Sportstiftung in Hamburg.